# Auzon (affluent de l'Aube)
Pour les articles homonymes, voir Auzon.
L'Auzon est un cours d'eau français du département de l'Aube, affluent de l'Aube en rive gauche et sous-affluent de la Seine.

## Toponymie
Son nom, qui est porté par un grand nombre de cours d'eau en France (Auze/Oze, Auzon/Ozon et dérivés), est un hydronyme pré-indo-européen, *ALIZ-, qui a le plus souvent évolué en Auz- et signifie probablement "ruisseau".

## Géographie
La haute vallée est en partie noyée dans le réservoir d'Auzon Temple. Elle est localisée au nord la commune de Vendeuvre-sur-Barse, sur la commune de Piney, près de la route départementale D 79, à 161 m d'altitude.
De 39,5 km de longueur, son confluent avec l'Aube est dans la commune de Nogent-sur-Aube, juste à côté de la commune de Morembert, à 99 m d'altitude.

## Communes traversées
L'Auzon traverse neuf communes :
- dans le sens amont vers aval : Piney (source), Brévonnes, Val-d'Auzon, Molins-sur-Aube, Pougy, Verricourt, Coclois, Morembert, Nogent-sur-Aube.

Soit en termes de cantons, l'Auzon pren source dans le canton de Piney, traverse le canton de Brienne-le-Château et conflue dans le canton de Ramerupt, le tout dans les arrondissements de Bar-sur-Aube et de Troyes.

## Affluents
L'Auzon a sept affluents référencés ou plutôt un bras et six affluents :
- le ruisseau du Clos des Noues (rd) 2,7 km sur les deux communes de Mathaux et Brévonnes.
- le ruisseau du Temple (rd) 17,9 km sur les sept communes de Vendeuvre-sur-Barse, Amance, Piney, Mathaux, Radonvilliers, Brévonnes, Pel-et-Der avec deux affluents :
  - le ru de la Fontaine aux Oiseaux (rd) 3,3 km sur la seule commune d'Amance et au sud du réservoir.
  - le cours d'eau 01 de la commune de Brévonnes (rg) 1,3 km sur les deux communes de Brévonnes et Val-d'Auzon avec un affluent :
    - le Bras du Morillier (rd) 1 km sur les deux communes de Brévonnes et Val-d'Auzon donc au nord du réservoir.
- le ruisseau Saussier (rg) 3,8 km sur les deux communes de Piney et Brévonnes avec un affluent :
  - le ru aux Vanneaux (rg) 5,1 km sur les deux communes de Piney et Rouilly-Sacey avec deux affluents :
    - le ru de Rachisy (rg) 4,3 km sur les deux communes de Piney, Rouilly-Sacey.
    - le Grand Ru (rd) 7,5 km sur les quatre communes de Geraudot, Dosches, Piney, Rouilly-Sacey.
- le ruisseau du Petit Marais (rg) 1,2 km sur la seule commune de Val-d'Auzon
- le Ruchet (rg) 1,3 km sur les deux communes de Molins-sur-Aube et Val-d'Auzon
- un bras de l'Auzon (rd) 0,5 km sur les deux communes de Verricourt et Pougy avec un affluent :
- le Longsols (rg) 16,7 km sur les cinq communes de Verricourt, Bouy-Luxembourg, Onjon, Rouilly-Sacey, Longsols avec un bras de 2,7 km.

## Hydrologie
L'Auzon traverse cinq zones hydrographiques :
Le Longsols de sa source au confluent de l'Auzon (exclu) (F134) 96 km2, l'Auzon de sa source au confluent du Longsols (exclu) (F133) de 173 km2, l'Auzon du confluent du Longsols (exclu) au confluent de l'Aube (exclu) (F135), l'Aube du confluent de l'Auzon (exclu) au confluent du Meldanèon (exclu) (F136), l'Aube du confluent du Ravet (exclu) au confluent de l'Auzon (exclu) (F132). Le rang de Strahler est de quatre.
Sur les neuf communes traversées, il y a 3 541 habitants pour une superficie de 166 km2 avec une densité moyenne de 21,3 hab/km2 à l'altitude moyenne de 109 m.[réf. nécessaire]

## Toponyme
L'Auzon a donné son hydronyme à la commune de Val-d'Auzon.